# Nyamuhuhuma
Nyamuhuhuma är ett vattendrag i Burundi.   Det ligger i provinsen Bubanza, i den nordvästra delen av landet, 30 km norr om huvudstaden Bujumbura.
Omgivningarna runt Nyamuhuhuma är en mosaik av jordbruksmark och naturlig växtlighet. Runt Nyamuhuhuma är det tätbefolkat, med 411 invånare per kvadratkilometer.